# Kyselina o-kumarová
Kyselina o-kumarová ([orthokumarová]) je organická sloučenina, hydroxyderivát kyseliny skořicové. Je jedním z izomerů kyseliny kumarové společně s kyselinou m-kumarovou a p-kumarovou, které se liší pozicí hydroxylové skupiny na benzenovém jádru.

## Výskyt
Kyselina o-kumarová se nachází v octu.
2-kumarát reduktáza je enzym, který vytváří 2-kumarát z 3-(2-hydroxyfenyl)propanoátu a NAD+. Tento enzym je součástí metabolismu fenylalaninu.